# Jakten på julen
Jakten på julen var SR:s julkalender 1981. Gunnar Bernstrup skrev manus, regi och musik, samt producerade.

## Handling
Jacob och Nina (spelade av Martin Skogmar och Rosemarie Andersson) tittar ut genom fönstret, där det är grått och de kan inte se minsta antydan till att julen är på väg. De tror att någon lagt beslag på julen, och bestämmer sig för att undersöka saken.
Uppe på mormors vind finns morfars gamla, magiska, flygande tandemcykel, på vilken Jacob och Nina ger sig av för att söka efter julen. De tar sig till Oslo och hjulfabrikören Karl Johann. De stöter ständigt på den sömnige agenten Jäsper X som förföljer den ytterst misstänkta personen Hannibal Svensson. Då Jacob och Nina märker att något är skumt med Hannibal väljer de att också ta upp jakten.
Jakten för dem till Dockmakaren i Karlstad, Sture den Store i Småland och Hemlige Jocke i Stockholm. De träffar också en rad märkliga personer som Hannibal Svensson besöker. De hamnar till exempel hos Cykel-Bill i Göteborg, och råkar illa ut på en Hjulångare på Göta älv. När de stöter på moster Karin i Hunnebostrand, som är mästarinna på plättar, är de nära att fastna.
På julafton visar sig Hannibal Svensson vara själva jultomten, som rest runt och kontrollerat att alla julförberedelser har fungerat, vilket de gör. Julen börjar med att Jäsper X får en ny kudde att somna på.

## Papperskalender

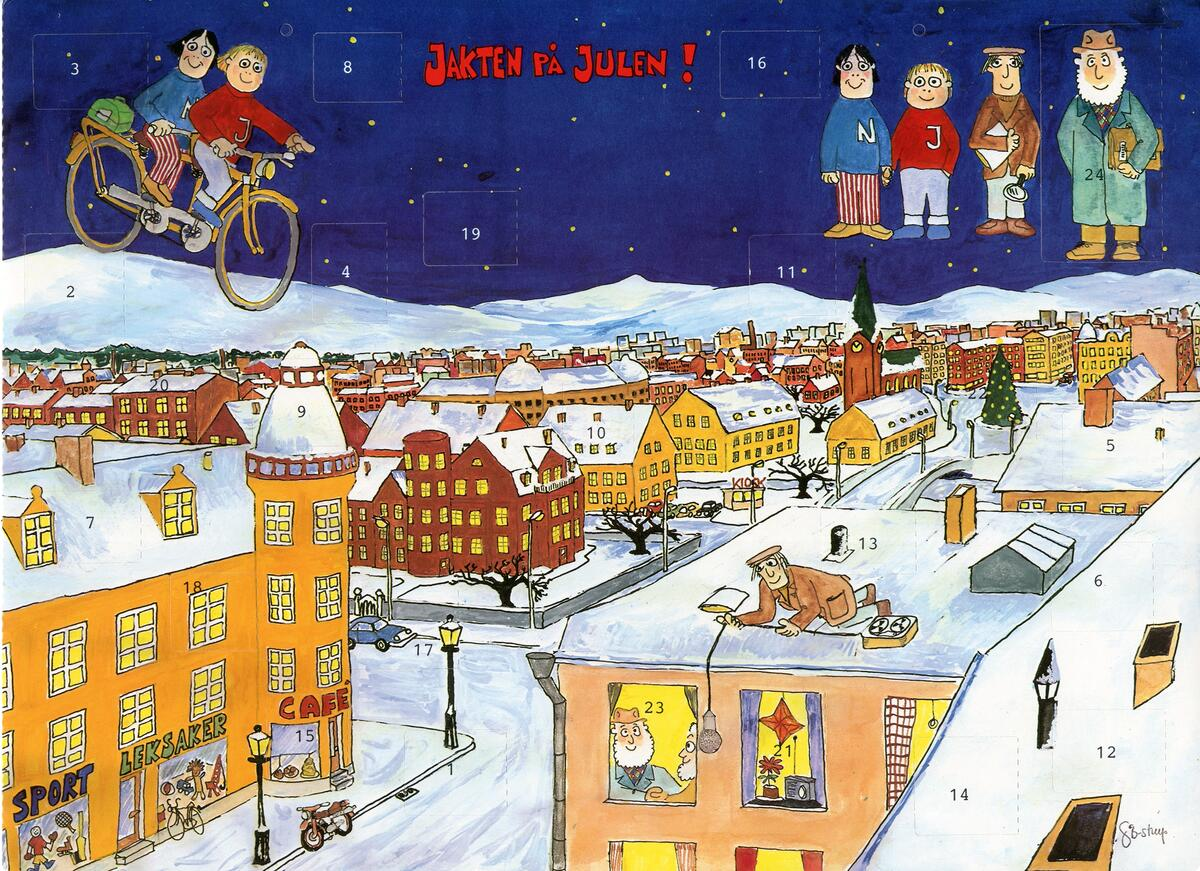
Papperskalendern

Gunnar Bernstrup illustrerade också kalendern, som visar en snötäckt stad vid foten av några berg en kväll runt juletider. Högst upp visas figurerna, samt texten "Jakten på julen".

### Fotnoter
1. ↑  ”Svensk mediedatabas”. http://smdb.kb.se/catalog/search?q=%22Jakten+p%C3%A5+julen%22+typ%3Aradio&sort=OLDEST. Läst 5 april 2011.
2. ↑  ”Radiogodis”. Arkiverad från originalet den 10 januari 2016. https://web.archive.org/web/20160110233332/http://radiogodis.se/1981.htm. Läst 1 april 2011.
3. ↑  ”1981, Jakten på julen”. Sveriges Radio. http://sverigesradio.se/barn/julkalendrar/1981.stm. Läst 30 augusti 2015.
4. ↑  ”Radiogodis”. http://radiogodis.se/Img/1981a.jpg. Läst 2 april 2011.